# Барбер, Кейт
Кейт Барбер (англ. Kate Barber; род. 22 ноября 1976, Уэст-Честер, Пенсильвания) — американская хоккеистка на траве, полузащитник и нападающий. Участница летних Олимпийских игр 2008 года, двукратный серебряный призёр Панамериканского чемпионата 2001 и 2004 годов, трёхкратный серебряный призёр Панамериканских игр 1999, 2003 и 2007 годов.

## Биография
Кейт Барбер родилась 22 ноября 1976 года в американском боро Уэст-Честер в штате Пенсильвания.
Окончила среднюю школу Юнионсвилль и университет Северной Каролины в Чапел-Хилл, играла за его команду по хоккею на траве «Норт Каролина Тар Хиллз», трижды выиграв национальный чемпионат и получив ряд личных наград.
Пять раз признавалась лучшей хоккеисткой США по итогам года.
В 1998 году дебютировала в женской сборной США по хоккею на траве, забив два мяча в матче с Новой Зеландией (3:3).
В том же году выступила на чемпионате мира в Утрехте, где американки заняли 8-е место. Забила 1 мяч.
В 1999 году завоевала серебряную медаль хоккейного турнира Панамериканских игр в Виннипеге.
В 2001 году завоевала серебряную медаль Панамериканского чемпионата в Кингстоне.
В 2002 году участвовала в чемпионате мира в Перте, где американки заняли 9-е место. Забила 3 мяча.
В 2003 году завоевала серебряную медаль хоккейного турнира Панамериканских игр в Санто-Доминго.
В 2004 году завоевала серебряную медаль Панамериканского чемпионата в Бриджтауне.
В 2006 году в составе женской сборной США участвовала в чемпионате мира в Мадриде, где американки заняли 6-е место. Забила 1 мяч.
В 2007 году завоевала серебряную медаль хоккейного турнира Панамериканских игр в Рио-де-Жанейро.
В 2008 году вошла в состав женской сборной США по хоккею на траве на летних Олимпийских играх в Пекине, занявшей 8-е место. Играла на позиции нападающего, провела 6 матчей, забила 1 мяч в ворота сборной Японии. Была капитаном команды.
В феврале 2009 года завершила международную карьеру.
В течение карьеры провела за женскую сборную США свыше 200 матчей.